# Juliennejern
Et juliennejern er et køkkenredskab med 4 til 6 små og skarpe huller på række, der bruges til at lave tynde strimler af f.eks. citronskal til smagsstof eller pynt i madretter.
At skære grønsager i julienne vil sige at snitte dem i tynde stave/strimler. Julienneskårne grønsager bruges gerne i salater eller steges i wok. Julienne er også ofte anvendt i supper og som pynt.
Julienne kan i princippet skæres af alt, dog er visse ting nemmere end andre. Hårde grøntsager er naturligvis nemmest.